# Романенго
Романенго (итал. Romanengo) — коммуна в Италии, располагается в регионе Ломбардия, подчиняется административному центру Кремона.
Население составляет 2520 человек, плотность населения составляет 180 чел./км². Занимает площадь 14 км². Почтовый индекс — 26014. Телефонный код — 0373.
Покровителями коммуны почитаются святой Иоанн Предтеча и священномученик Власий Севастийский, празднование в первое воскресение октября.